# Dolga Njiva pri Šentlovrencu
Dolga Njiva pri Šentlovrencu – wieś w Słowenii, w gminie Trebnje. W 2018 roku liczyła 76 mieszkańców.